# Años 480 a. C.
Los años 480 antes de Cristo transcurrieron entre los años 489 a. C. y 480 a. C. 

## Acontecimientos
- 483 a. C. (7 de mayo, la luna llena del mes de vishaka [abril-mayo]): en Kushinagar (India) muere Gautama Buda. Tres meses después se convoca el Primer Concilio Budista.
- 483 a 482 a. C.: en las minas de Laurion (Grecia) se descubren nuevos filones de plata.
- 482 a 480 a. C.: en Grecia, Temístocles impulsa la construcción de la gran flota ateniense.
- 480 a. C.: comienza la segunda guerra médica.n
- 480 a. C. (agosto): Jerjes I entra en la Grecia.
- 480 a. C.: Batalla naval de Artemisio, entre las flotas griegas, dirigida por el espartiata Euribíades y la persa, mandada por Megabazo.
- 480 a. C.: en la Batalla de las Termópilas, el rey espartano Leónidas I se sacrifica para impedir el avance de Jerjes.
- 480 a. C.: Cleómbroto I es nombrado rey de Esparta como tutor de Plistarco (hijo de Leónidas I).
- 480 a. C.: los persas conquistan la isla de Eubea y saquean Hestiea.
- 480 a. C.: Jerjes I de Persia ordena incendiar las ciudades griegas de Tespias, Platea y Atenas. Terminan las guerras médicas.
- 480 a. C.: se levanta la orden de ostracismo contra Arístides y otros ciudadanos condenados.
- 480 a. C. (28 de septiembre): en la isla de Salamina (Grecia) una hora después del amanecer se registra un terremoto. Los griegos lo toman como un buen augurio para la Batalla naval de Salamina, que sucedió al día siguiente.[1]
- 480 a. C. (29 de septiembre): en la Batalla naval de Salamina, la flota de varias polis griegas (comandadas por Temístocles) derrotan a la de Persia.
- 480 a. C.: en Sicilia, Terón de Agrigento ocupa militarmente la ciudad de Hímera luego de expulsar a su tirano, Terilos.
- 480 a. C.: en la Batalla de Hímera (Sicilia), los siracusanos vencen a los cartagineses en la ciudad griega de Hímera.
- 480 a. C.: los cartagineses y las ciudades de Sicilia pactan una tregua de 70 años.